# Vertriebskosten
Vertriebskosten (englisch distribution cost) sind eine Kostenart, die durch die Vorbereitung, Förderung, Durchführung und Überwachung des Vertriebs der Produkte oder Dienstleistungen eines Unternehmens verursacht werden.

## Allgemeines
Jede der betrieblichen Grundfunktionen Beschaffung, Produktion, Finanzierung und Vertrieb verursacht Kosten. Vertriebskosten erhöhen nicht den Wert der Produkte und gehören deshalb nicht zu den Produktionskosten, sondern fallen lediglich beim Absatz der Produkte an. Der Umfang der Kostenarten, die zu den Vertriebskosten gehören, ist relativ groß, wenn bereits definitionsgemäß die Vertriebsvorbereitung zu den Vertriebskosten gerechnet wird.

## Arten und Entstehung
Zu den Vertriebskosten gehören der Sach- und Personalaufwand folgender Teilsegmente:
- Vertriebsvorbereitung: Absatzmethodik, Produktgestaltung, Schulungen und Präsentationen, Kundenbetreuung;
- Vertriebsförderung: Marketing, Werbung, Messen und Ausstellungen;
- Vertriebsdurchführung: Vertriebslager, Verpackungskosten, Zoll- und Frachtkosten, Handelsvertreterprovisionen, Lieferwagen, Transportkosten, Transportversicherung;
- Vertriebsüberwachung: Marktforschung; Debitorenbuchhaltung, Mahnwesen, Reklamationsmanagement.

Meistens handelt es sich um nicht direkt den einzelnen Produkten zurechenbare Vertriebsgemeinkosten. Die Höhe der variablen Vertriebskosten hängt direkt mit der Verkaufsmenge zusammen wie umsatzabhängige Vertreter- und Verkaufsprovisionen, Verpackungs- oder Versandkosten. Besondere Versendungsformen etwa mit unüblichen Anbietern laufen als Sondereinzelkosten des Vertriebs.
Bei Unternehmen, die eine Kostenstellenrechnung durchführen, muss für die Vertriebskosten zumindest eine Vertriebskostenstelle eingerichtet werden. Je nach Größe des Unternehmens werden die Vertriebskosten jedoch in mehrere Kostenstellen je nach Ort der Kostenentstehung aufgeteilt. Zum Beispiel:
- Marketing
- Distribution
- Produktmanagement
- Vertriebsaußendienst
- Vertriebsinnendienst
- Qualitätsmanagement- und sicherung
- Disposition

Zu den Vertriebskosten gehört auch der größte Teil der Lagerkosten, selbst wenn sie nur mittelbar aus der Vertriebsfunktion resultieren. Nicht zu den Vertriebskosten gehören Erlösschmälerungen wie den Kunden gewährte Rabatte oder Skonti. Sie sind von den Umsatzerlösen abzuziehen.

## Kennzahlen
Je geringer der Anteil der variablen Vertriebskosten ist, umso mehr Kostenremanenzen sind vorhanden, die bei Absatzkrisen zu Gewinneinbußen oder Verlusten führen können. Die Vertriebskostenquote ist eine betriebswirtschaftliche Kennzahl, die den Anteil der Vertriebskosten am Gesamtumsatz wiedergibt:
{\displaystyle \mathrm {Vertriebskostenquote} ={\frac {\text{Vertriebskosten}}{\text{Umsatzerlöse}}}\cdot 100}
Sie gibt an, wie hoch der Anteil der gesamten Vertriebskosten im Verhältnis zu den Umsatzerlösen liegt, für deren Erzielung die Vertriebskosten aufgewendet wurden. Steigt die Vertriebskostenquote bei rückläufigen Umsätzen deutlich an, ist dies ein Hinweis auf eine bestehende Kostenremanenz mit überwiegend fixen Vertriebskosten.

## Bilanzierung
Nach § 255 Abs. 2 Satz 4 HGB besteht für Forschungs- und Vertriebskosten in der Bilanz ein Aktivierungsverbot. Dem entspricht IAS 2.14, wonach die Vertriebskosten und allgemeinen Verwaltungskosten nicht aktiviert werden dürfen. § 275 Abs. 3 Nr. 4 HGB verlangt in der Gewinn- und Verlustrechnung nur beim Umsatzkostenverfahren einen gesonderten Ausweis der Vertriebskosten. Beim Gesamtkostenverfahren bilden die Vertriebskosten nach § 275 Abs. 2 Nr. 8 HGB einen Teil der „sonstigen betrieblichen Aufwendungen“.

## Belege
1. ↑  Peter Ulmer (Hrsg.), HGB-Bilanzrecht, 2002, S. 810, Rdn. 9
2. ↑  Jörg Wöltje, Betriebswirtschaftliche Formeln, 2008, S. 164